# (1864) Dédalo
(1864) Dédalo es un asteroide que orbita alrededor del Sol una vez cada 1,77 años. Pertenece al grupo de los Asteroides Apolo al poseer una órbita cuyo semieje mayor es superior al de la Tierra. Su nombre hace referencia a Dédalo, en la mitología Griega, un hábil arquitecto e inventor.
Fue descubierto el 24 de marzo de 1971 por Tom Gehrels desde el Observatorio del Monte Palomar en San Diego, California.